# Pierina Morosini
Pierina Morosini (Fiobbio, 7 de enero de 1931 - Fiobbio, 6 de abril de 1957) fue una católica italiana de Bérgamo. Fue asesinada después de que un hombre intentara abusar de ella. Su beatificación se celebró el 4 de octubre de 1987 en la Basílica de San Pedro por el papa Juan Pablo II.

## Biografía
Pierina Morosini nació en Fiobbio (provincia de Bérgamo) el 7 de enero de 1931 como la primera de los nueve hijos de los agricultores Rocco Morosini y Sara Noris. Su bautismo se celebró el 8 de enero de 1931 en la iglesia parroquial local a nombre de "Pierina Eugenia". Recibió su confirmación el 10 de enero de 1937 de manos del obispo de Bérgamo Adriano Bernareggi e hizo su primera comunión en mayo de 1938.
Morosini vivió su infancia cerca de las montañas durante la Segunda Guerra Mundial y pronto se convirtió en miembro de Acción Católica en 1942, donde se convirtió en miembro activo. Más tarde, tras el conflicto, se convirtió en costurera y desde el 18 de marzo de 1946 trabajó en una fábrica textil en Albino. Al mes siguiente fue hospitalizada por un breve período después de un accidente y allí conoció al sacerdote capuchino Luciano Mologni, quien se convirtió en su director espiritual.
Morosini dejó su pueblo una vez en toda su vida para asistir a la beatificación de María Goretti en Roma en 1947 y peregrinó allí con otros miembros de Acción Católica del 25 al 30 de abril. Cada mañana antes del trabajo recibía la Eucaristía y rezaba rosarios caminando de ida y vuelta de casa al trabajo.
Morosini comenzó a ponerse un escapulario carmelita y también se unió a la Tercera Orden de San Francisco, mientras que su intento de convencer a sus padres en 1950 de que le permitieran unirse a una orden religiosa en Bérgamo fracasó.
El 4 de abril de 1957, caminando de regreso a casa poco antes de las 3:00 de la tarde, un hombre se le acercó. Le hizo comentarios lascivos y trató de violarla a pesar de sus intentos de razonar con él; no logró escapar, pues fue apedreada en el intento. Morosini intentó defenderse y la mataron a golpes con piedras con las que le rompieron el cráneo. Su hermano la encontró en un charco de sangre y pidió ayuda y la llevaron de inmediato al hospital.
Morosini murió sin recuperar el conocimiento en el hospital de Bérgamo el 6 de abril de 1957 a causa de sus heridas. Fue enterrada inicialmente en el cementerio de Fiobbio, pero posteriormente, su cuerpo fue trasladado a la iglesia parroquial de San Antonio de Padua de dicha localidad, el 10 de abril de 1983, siendo depositada debajo del altar mayor.

## Beatificación
La causa de beatificación comenzó el 17 de noviembre de 1979 después de que Morosini fuera titulada como Sierva de Dios y la Congregación para las Causas de los Santos emitiera el «nihil obstat» oficial a la causa; el proceso diocesano se extendió desde el 7 de abril de 1980 hasta el 28 de mayo de 1983 y recibió la validación del CCS el 17 de febrero de 1984 antes de que este último recibiera el expediente positivo en 1986. 
Los teólogos aprobaron la causa el 13 de enero de 1987, mientras que el CCS también lo hizo el 3 de julio de 1987; El papa Juan Pablo II confirmó que Morosini había muerto «in defensum castitatis» y, por tanto, aprobó su beatificación el 3 de julio de 1987.
Juan Pablo II beatificó a Morosini el 4 de octubre de 1987 en la Basílica de San Pedro.